# Андре Шеније
Андре Шеније (фр. Andre Chenier; Истанбул, 30. октобар 1762 — Париз, 25. јул 1794) је био француски класицистички песник и револуционарни полемичар.
Рођен је у Истанбулу, где је његов отац још 1742. године дошао због својих трговачких интереса. У Француску се Шеније са породицом враћа 1765. Живи код тетке у Каркасону, а 1773. уписује се на Наварски колеж у Паризу. Након завршеног школовања (1780) и добијене племићке потврде ступа у војску. Служи у Стразбуру, али већ 1783. напушта војну службу. Године 1787. одлази у Лондон као приватни секретар француског амбасадора. У Париз се враћа 1791. године и постаје присталица револуције, али као део умерене струје, која се залаже за уставну монархију. Као талентовани полемичар оштро напада жирондинце, монтањаре и друге заговорнике стварања републике. У доба терора револуционарне владе затворен је и гиљотиран, дан уочи Робеспјеровог пада.